# Église en bois Saint-Georges de Krnjevo
Pour les articles homonymes, voir Église Saint-Georges.
L'église en bois Saint-Georges de Krnjevo (en serbe cyrillique : Црква брвнара Светог Георгија у Крњеву ; en serbe latin : Crkva brvnara Svetog Georgija u Krnjevu) est une église orthodoxe serbe située à Krnjevo, dans la municipalité de Velika Plana et dans le district de Podunavlje en Serbie. Elle est inscrite sur la liste des monuments culturels de grande importance de la république de Serbie (identifiant no SK 549).
En plus de l'église, l'école et le cimetière alentour sont également classés.

## Présentation

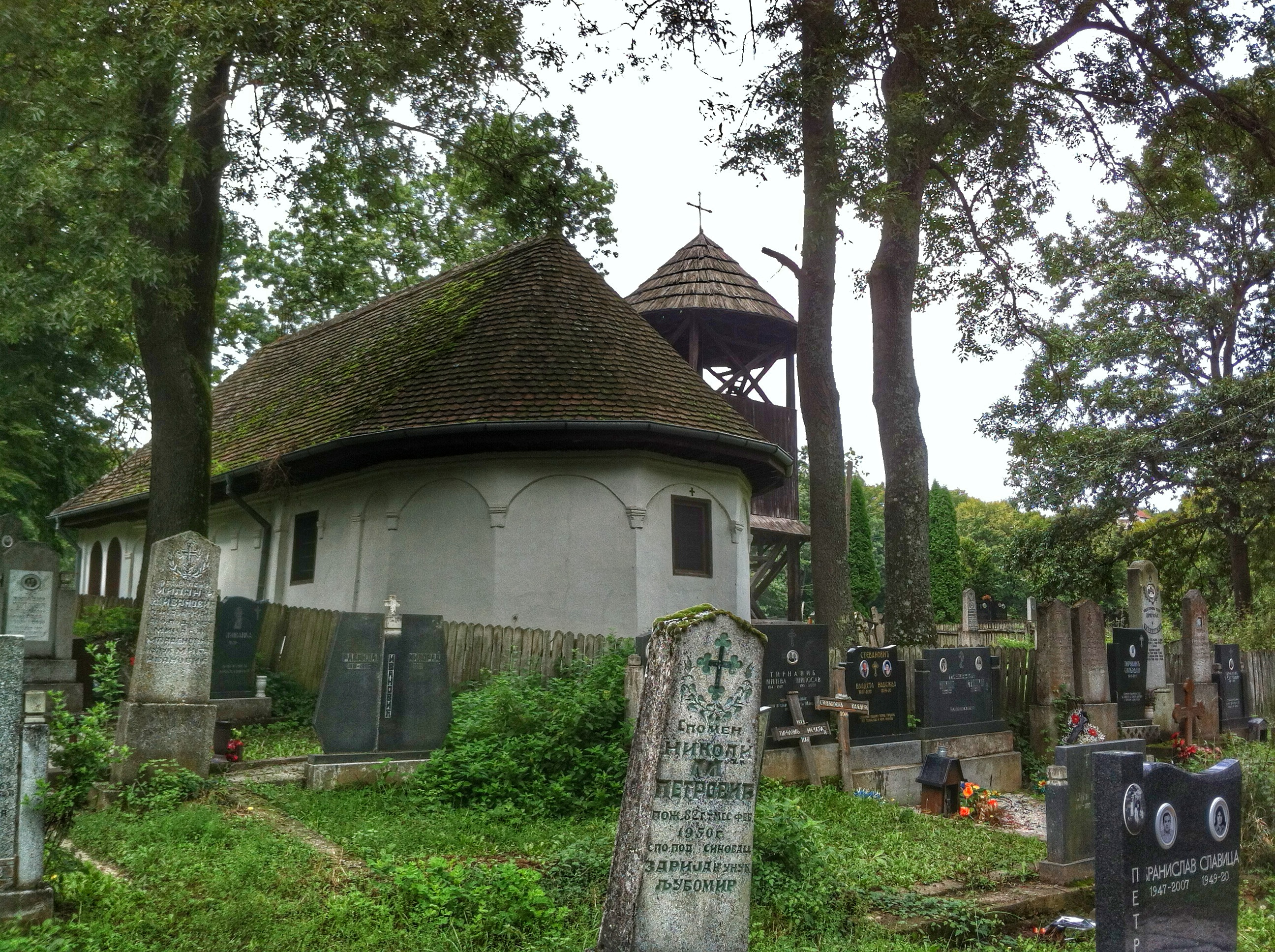
Autre vue de l'église, avec le cimetière.

L'église de Krnjevo est l'une des plus anciennes et des plus grandes églises en bois de la région de Smederevo. Consacrée à saint Georges, elle a été construite au milieu du XVIIIe siècle ou au début du XIXe siècle. L'édifice a été remanié à plusieurs reprises, ce qui en a modifié l'aspect extérieur ; le long de la façade occidentale, un porche rectangulaire avec des arcades a été construit et les façades ont été enduites de mortier décorées d'arcatures aveugles ; la pente du toit a été abaissée lorsque les bardeaux ont été remplacés par des tuiles.
L'église est constituée d'une nef unique prolongée par une abside polygonale.
À l'intérieur, l'édifice est doté d'une voûte en berceau ; le plafond, l'iconostase et le montant des portes sont en bois peint ; l'ambon, le baptistère et l'autel sont sculptés dans la pierre. L'église abrite une collection d'icônes des XVIIIe et XIXe siècles ; ces peintures constituent les vestiges d'un ancien triptyque de petite dimension ; parmi les fragments aujourd'hui conservés figure le panneau central représentant de la Mère de Dieu avec le Christ enfant ; sur les panneaux latéraux sont représentées des figures de saints. L'église abrite également un grand nombre de livres précieux.
L'église a été partiellement restaurée en 1957.

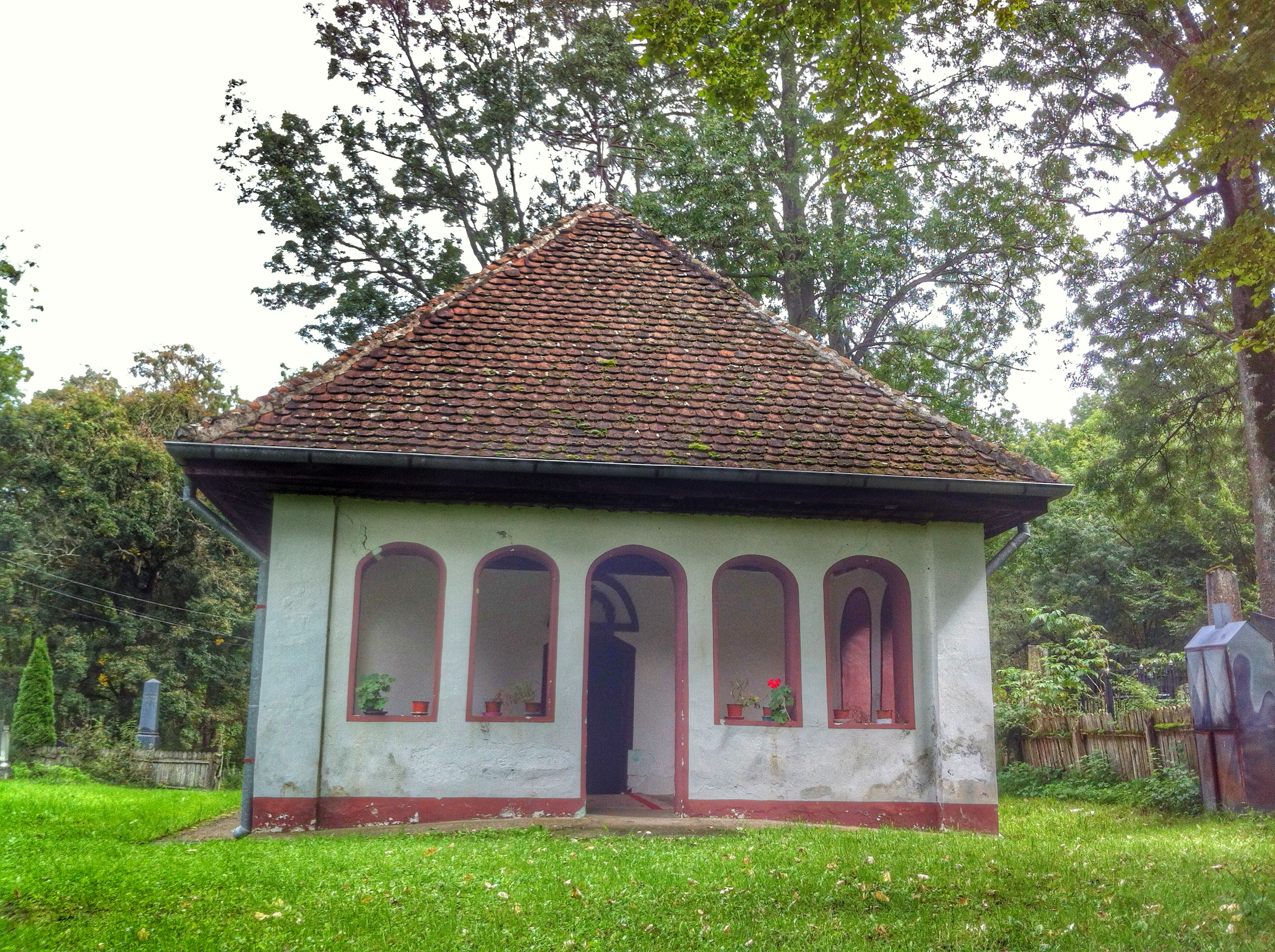
Détail du porche de l'église.

Près de l'église se dresse un clocher massif en bois ainsi que le bâtiment d'une vieille école remontant à 1779 ; aujourd'hui ce bâtiment sert pour les besoins de l'église. Près du parvis se trouve un cimetière créé en 1820 et qui est toujours un lieu de sépulture ; sur le parvis lui-même a été enterré le voïvode de Smederevo Đuša Vulićević.